# Amantes de Ain Sajri

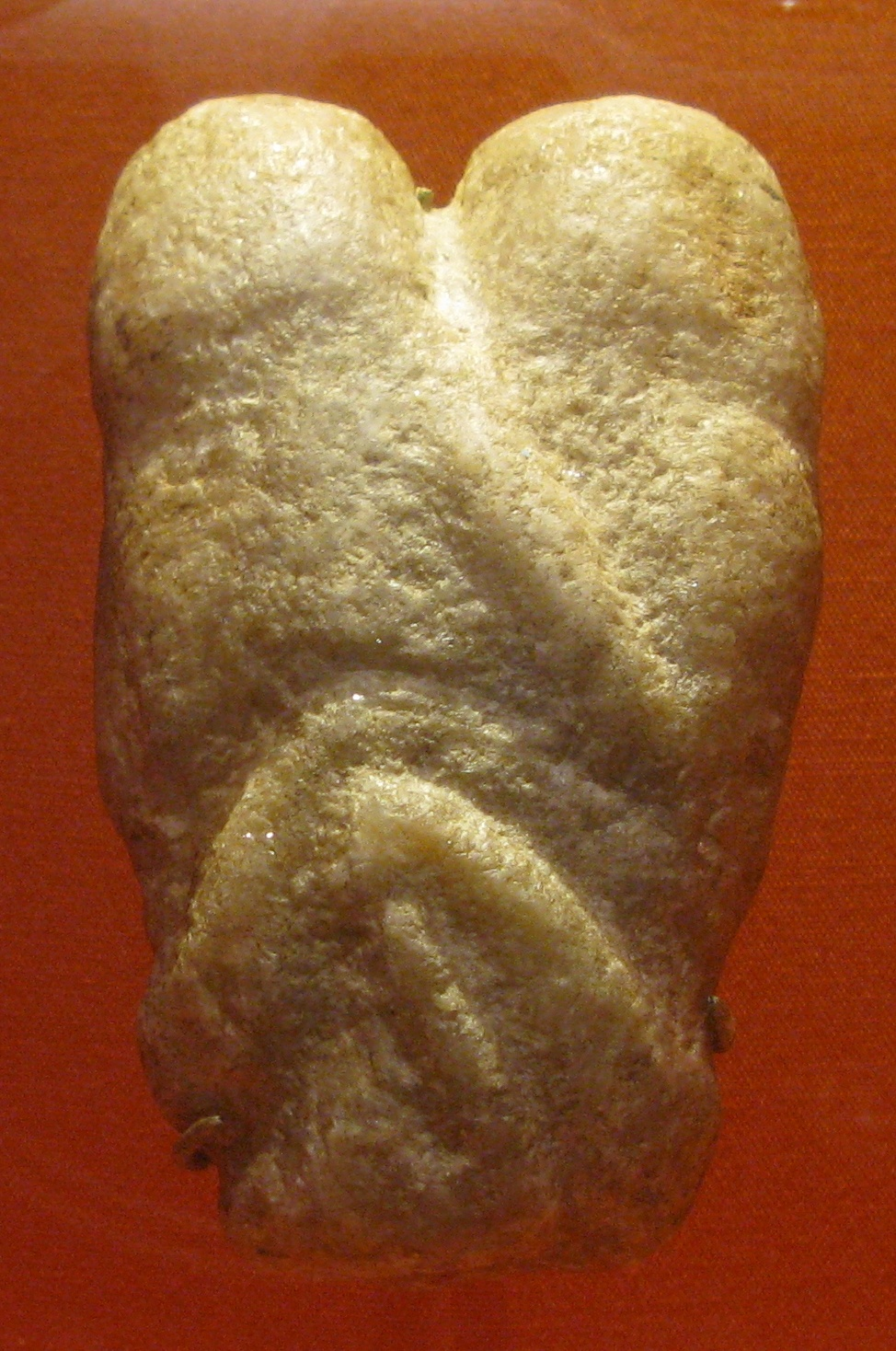
Los amantes de Ain Sajri.

La figurilla de los amantes de Ain Sajri es una escultura que se encontró en una de las cuevas de Ain Sajri, Wadi Jareitún cerca de Belén. Se considera que la escultura tiene 11.000 años de antigüedad y es la representación más antigua de dos personas en un abrazo sexual. Está hecha de piedra (guijarro de calcita), tiene 102 mm de alto y se conserva en el Museo Británico de Londres.

## Descubrimiento
La escultura fue identificada en 1933 por René Neuville, cónsul francés en Jerusalén y prehistoriador, cuando miraba un conjunto heterogéneo de hallazgos obtenidos por sacerdotes franceses en Belén. Encontró la piedra mientras visitaba un pequeño museo con el abate Breuil. Neuville identificó inmediatamente que era importante y fue capaz de conseguir que le presentaran al beduino que había hecho el hallazgo en Wadi Jareitún. Le llevaron a un lugar dentro de las cuevas de Ain Sajri y es de esta cueva de la que toma su nombre la escultura. Las excavaciones en las cuevas revelaron que se había usado como un hogar hace miles de años y los hallazgos eran natufienses. Por esta razón se cree que la figurilla tenía un uso doméstico y no formaba parte de un enterramiento.
La persona que hizo la escultura procedía de los natufienses, una temprana cultura que se cree que fueron los primeros humanos que recolectaron semillas de herbáceas cuyos granos permanecían unidos a la paja. Este es un paso importante en la agricultura pues con el tiempo permitió a los campesinos elegir qué semillas comer y cuáles conservar para plantarlas en la temporada siguiente. Este pueblo cazaba gacelas y fueron los primeros, que se sepa, que domesticaron perros, ovejas y cabras, lo que también implica la cría selectiva. Se ha especulado que la estabilidad de haber conseguido un programa de comida regular permitía a los natufianos crear amplias comunidades de doscientas o trescientas personas y crear arte.

## Descripción
La escultura se hizo tallando un único "guijarro de calcita" que fue picado con una punta de piedra para identificar la posición de la pareja. Aunque carece de detalles, como caras, se considera que es una pieza de escultura ingeniosa. Un artista, Marc Quinn, ha señalado que la figura parece diferente dependiendo de la perspectiva de quien mira. Puede parecer una pareja, un pene, pechos, o una vulva, dependiendo de esta perspectiva; también, dos testículos cuando se ve de arriba abajo, desde abajo. Lo compara con un moderno film pornográfico donde la acción podría incluir primeros planos y planos generales. Queda claro que las figuras en la pareja están una enfrente de otra, pero el sexo de las figuras sólo puede suponerse. Lo que queda claro es que la escultura es fálica, se mire por donde se mire.

## Importancia y adquisición
El objeto formó la base de un programa radiofónico de la BBC en enero de 2010 sobre el comienzo de la agricultura. El Museo Británico lo adquirió en 1958 en una subasta por la venta del patrimonio de M. Y. Neuville.